# Hockeria rufula
Hockeria rufula är en stekelart som beskrevs av Nikol'skaya 1960. Hockeria rufula ingår i släktet Hockeria och familjen bredlårsteklar.
Artens utbredningsområde är Turkmenistan. Inga underarter finns listade i Catalogue of Life.